# Sovice krahujová
Sovice krahujová (Surnia ulula) je středně veliká sova z čeledi puštíkovití rozšířená v euroasijských (Norsko po Kamčatku a Sachalin) a severoamerických (Kanada, sever USA) tajgách. Je stálá, ačkoli často zalétává do jižnějších oblastí, vzácně se jednotliví jedinci objevují i na území České republiky.

## Taxonomie

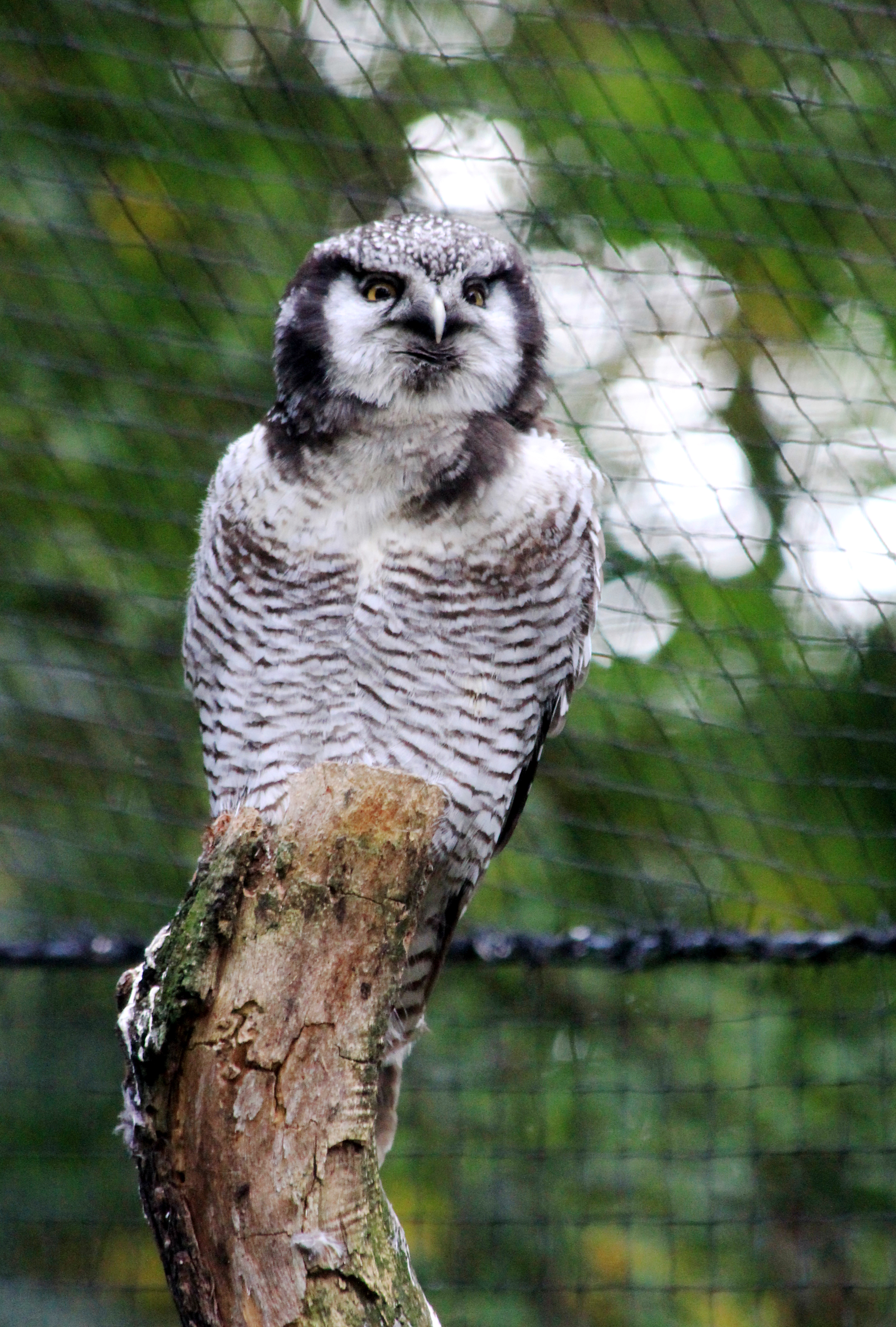
Sovice krahujová v Zoo Praha

V současné době je sovice krahujová jediným žijícím zástupcem rodu Surnia. Další doložení, dnes již vymřelí zástupci tohoto rodu žili na přelomu pliocénu a pleistocénu a konkrétně šlo o druh Surnia robusta a Surnia capeki. Rozlišují se tři poddruhy:
- Sovice krahujová severoamerická (S. u. caparoch)
- Sovice krahujová středoasijská (S. u. tianschanica)
- Sovice krahujová eurosibiřská (S. u. ulula)

## Popis
- Délka těla: 38–40 cm
- Rozpětí křídel: 78–80 cm
- Hmotnost: 280–370 g

Sovice krahujová je veliká asi jako kalous ušatý. Má robustní tělo, kulatou hlavu, nápadně dlouhý ocas, ostré zakřivené drápy a poměrně krátká zaostřená křídla, která způsobují, že se v letu podobá dospělému jestřábovi, díky čemuž si vysloužila i svůj anglický název Northern Hawk Owl (doslova přeloženo jako Severní jestřábí sova). Svrchní stranu křídel a ocas má světle až tmavě hnědou s bílým skvrněním, na ocase nahrazují skvrvění bílé proužky. Spodní stranu těla má světlou s černými pruhy, obličej světlý s nápadně černým lemováním. Na temeně hlavy a na zadní straně hrdla je šedobílá. Nápadné jsou i velké žluté oči a zobák. Obě pohlaví jsou zbarvena stejně.
Nejčastěji se ozývá varovným „kikiki“.

## Hnízdění

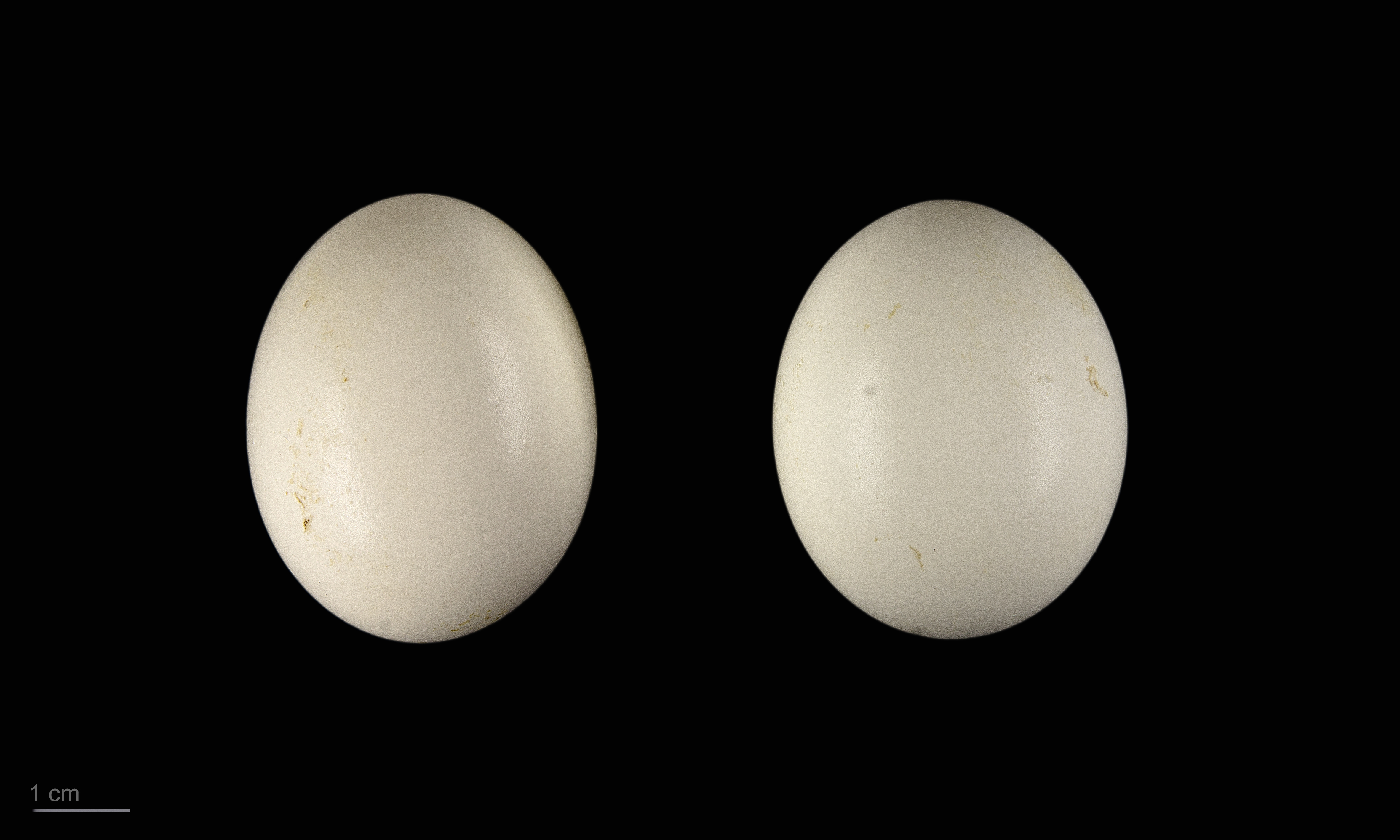
Surnia ulula ulula

Hnízdí od května do června a ročně klade jednu snůšku vajec. Nejčastěji obsazuje opuštěná hnízda jiných větších ptáků, např. orlů nebo jiných druhů sov, ale může hnízdit i v husté spleti zlámaného dřeva. Samice klade 5–13 vajec v 1–2 denních intervalech. Nejdříve na vejcích sedí samice, občas ji střídá i samec, který většinou hlavně shání potravu pro sedící samici. Inkubační doba vejcí trvá 23–30 dní a oba rodiče si své hnízdo velice agresivně brání. V 5. až 6. týdnu dokážou již mláďata létat a koncem srpna se plně osamostatňují. Pohlavní dospělosti dosahují po 1. roce života.

## Potrava
Sovice krahujová je aktivní ve dne a loví především hlodavce (hraboše, norníky, myši, rejsky, lumíky, veverky), menší ptáky (kosy, drozdy, špačky), případně i větší hmyz. Na kořist číhá téměř nehnutě na své pozorovatelně a po jejím zachycení se k ní velice rychle, ale neslyšně přiblíží a nakonec ji uchopí do svých ostrých drápů. Stejně jako ostatní druhy sov má skvěle vyvinutý zrak i sluch, který dokáže zachytit i menšího živočicha pod vrstvou sněhu nebo pod zemí